# Nothing but a Man
Nothing But a Man è un film del 1964 diretto da Michael Roemer.